# 試著應徵了份簡單的工作
《試著應徵了份簡單的工作》是在2019年7月23日至2019年9月24日在日本電視台的「シンドラ」（即每週二上午0:59至1:29時段播放的電視劇（亦有在Hulu上發布），由Snow Man（當時為小傑尼斯）的岩本照、Raul、渡邊翔太和目黑蓮主演。 這部電視劇講述三名年輕人和一名神秘的導演為了電視節目拍攝獨家片段而參與的十頂「簡單工作」，參與期間經歷了極其可怕的事情。 

## 劇情概要
抱著「這應該是一份只需做某事便能輕鬆賺錢的『簡單工作』」的想法，因緣際會而初次見面的三位年輕人：早川優（サルサ）、柳圭一（トリハダ）和秋田若大（ワンちゃん）出於好奇而申請了「簡單的工作」。當鏡頭採訪他們三人的同時，他們發現了這些可疑工作的真相，就連負責拍攝採訪的新人導演百本豪（モモ） 也不知道這些「簡單的工作」其實只是個餌誘……

## 登場人物

### 主要人物
早川優/サルサ〈26〉
岩本照 （Snow Man / 小傑尼斯）飾
只要參與工作就全力以赴的人，特別注重性價比，座右铭是「要做有良好成本效益的工作」。
百本豪/モモ〈20〉
Raul（Snow Man / 小傑尼斯）飾
一家神秘電視製作公司的新手導演，對可怕的事情無所畏懼。
柳圭一/トリハダ〈27〉
渡邊翔太（Snow Man / 小傑尼斯）飾
喜歡神秘事物的年輕人，極力掩飾著自己懦弱膽小的事實。
秋田若大/ワンちゃん〈21〉
目黑蓮（Snow Man / 小傑尼斯）飾
在参與該電視企劃的年輕人中被認為最貧窮的大學生，是個發生可怕的事情時便會逃跑的膽小鬼。

### 客串角色
第1話
- 山西惇（最終集）

第2話
- 社長夫人（客戶）- 銀粉蝶

第3話
- 客戶 - 中村無何有

第4話
- レイコ（客戶）- 大西禮芳
- タケシ - 牧太一郎

第5話
- 新郎（客戶）- 武田航平
- 阿部亮平（Snow Man）

第6話
- 住持（客戶） - 八十田勇一

第7話
- 大河原（客戶）- 九十九一
- 異世界村莊的女村民 - 小島藤子

第8話
- 老人 - 城後光義

第9話
- 木户大聖
- 大西 - 多田野曜平（最終集）

最終集
- 白衣男人 - 福士誠治

## 幕後人員
- 導演 - 中尾浩之
- 編劇 - 高橋悠也
- 配樂 - 戶田信子、陣內一真
- 主題曲 - Snow Man 「Make It Hot」 [2]
- 策劃人 - 田中宏史 、川口信洋
- 企劃製作人 - 長松谷太郎
- 執行製作人 - 福士睦（前執行制片人為池田健司）
- 製作人 - 松原浩、高橋淳之介、平賀大介
- 製作公司 - P.I.C.S.
- 製作 - 日本電視台、J Storm

## 播出時間
| 各話   | 播出日期 | 標題                   |
| ------ | -------- | ---------------------- |
| 第1話  | 7月23日  | 只需清潔的簡單工作     |
| 第2話  | 7月30日  | 只需排次序的簡單工作   |
| 第3話  | 8月 6日  | 只需搬運的簡單工作     |
| 第4話  | 8月13日  | 只需待在家裡的簡單工作 |
| 第5話  | 8月20日  | 只需吃飯的簡單工作     |
| 第6話  | 8月27日  | 只需打電話的簡單工作   |
| 第7話  | 9月 3日  | 只需拍照的簡單工作     |
| 第8話  | 9月10日  | 只需慶祝的簡單工作     |
| 第9話  | 9月17日  | 只需採摘的簡單工作     |
| 最終話 | 9月24日  | 只需睡覺的簡單工作     |

## 外部連結
- 簡単なお仕事です。に応募してみた （页面存档备份，存于）- 日本電視台（日語）
  - 【公式】簡単なお仕事です。に応募してみた的X（前Twitter）
  - 【公式】簡単なお仕事です。日本テレビ的Instagram帳戶

| 日本電視台                                                           | 日本電視台                                          | 日本電視台 |
| -------------------------------------------------------------------- | --------------------------------------------------- | ---------- |
|                                                                      | 試著應徵了份簡單的工作 (2019年7月23日 - 9月24日)    |            |
| 不與傻瓜論短長 (頭に来てもアホとは戦うな!) (2019年4月23日 - 6月25日) | 黑色校規 (ブラック校則) (2019年10月15日 - 11月26日) |            |